# فریدون همتی
فریدون همتی (زادهٔ ۱۳۳۹) سیاستمدار ایرانی است که نماینده حوزه انتخابیه ایلام، ایوان، شیروان، چرداول،ملکشاهی و مهران در دوره دوازدهم مجلس شورای اسلامی است. وی در دولت دوازدهم سمت استاندار هرمزگان و در دولت یازدهم استانداری قزوین را از سال‌ ۱۳۹۴ تا ۱۳۹۶ برعهده داشت.
او دانش‌آموختهٔ دکترای مدیریت بازرگانی از دانشگاه شهید بهشتی است. 
فریدون همتی در دورهٔ هفتم مجلس شورای اسلامی نمایندهٔ حوزهٔ انتخابیهٔ ایلام، ایوان، شیروان، چرداول و مهران بوده‌است.
از ۲۲ شهریور ۱۳۹۶ با تصویب هیئت دولت وی به عنوان استاندار هرمزگان منصوب شد.
در پنجمین همایش ملی مدیریت جهادی کشور در سال ۱۳۹۷، نشان مدیر برگزیده جهادی کشور به وی اعطا گردید.
همتی در تاریخ ۱۹ مهر ۱۴۰۰ جای خود را به مهدی دوستی داد.
همتی سابقه مدیرکلی سازمان صدا و سیمای مراکز استان‌های لرستان، ایلام و آذربایجان غربی را در کارنامه خود دارد.